# Methuselah Foundation

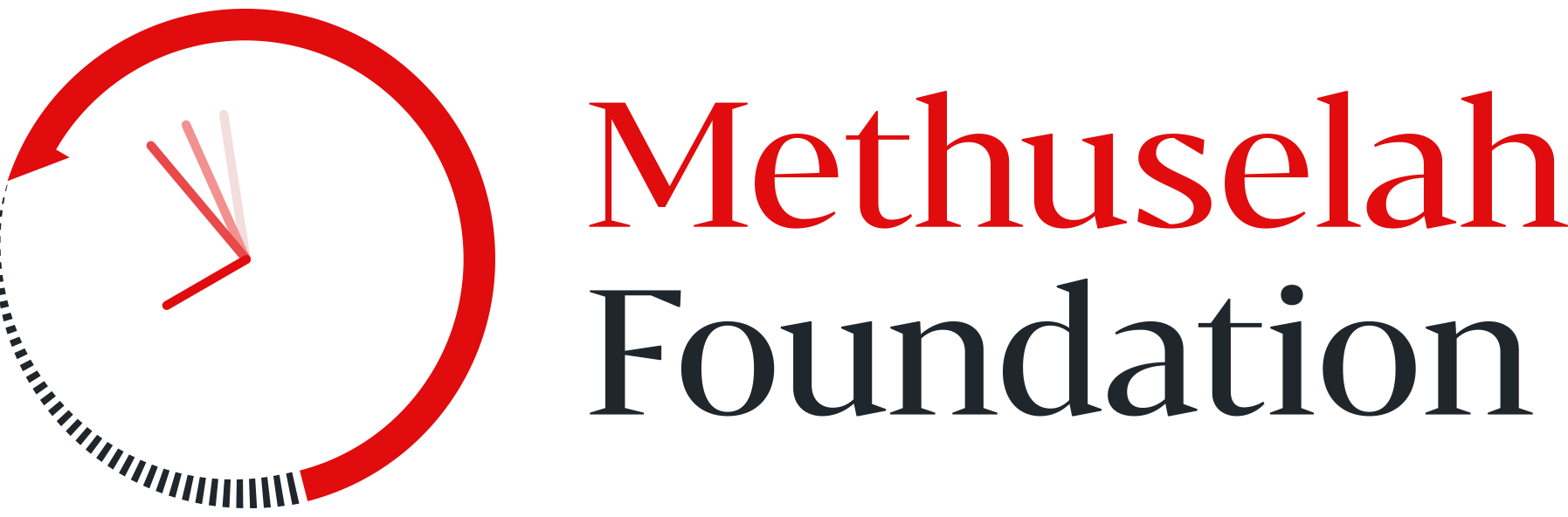
Logo

Die Methuselah Foundation ist eine US-amerikanische Non-Profit-Organisation mit Sitz in Springfield, Virginia, deren erklärtes Ziel es ist, „bis 2030 aus 90 [Jahren] die neuen 50 zu machen“, indem sie Therapien in den Bereichen Tissue Engineering und regenerative Medizin unterstützt.

## Geschichte
Die Methuselah Foundation wurde 2003 unter anderem von David Gobel und Aubrey de Grey mitbegründet.
Die Wohltätigkeitsorganisation ist nach Methusalem benannt, dem Großvater Noahs in der hebräischen Bibel, dessen Alter zuletzt angeblich 969 Jahre betrug.
Von 2003 bis zur Gründung der SENS Research Foundation im Jahr 2009 diente die Methuselah Foundation als Trägerorganisation für das Programm Strategies for Engineered Negligible Senescence (SENS), ein von Aubrey de Grey entwickeltes langfristiges Forschungsprogramm, das darauf abzielt, die sieben Formen von molekularen und zellulären Schäden, welche laut de Grey das Altern ausmachen, mithilfe medizinischer Eingriffe rückgängig zu machen.

## Aktivitäten

### Methuselah Fund
Der Methuselah Fund wurde als LLC-Tochter der Methuselah Foundation gegründet, um Unternehmen in der Frühphase zu fördern und in sie zu investieren.

### Methusalem-Maus-Preis
2003 führte die Organisation den Methusalem-Maus-Preis (engl. Methuselah Mouse Prize, M Prize) ein, einen Wettbewerbspreis mit dem Ziel, die Erforschung von Mitteln zur Umkehrung des Alterns bei Mäusen mittleren Alters, die auf Menschen anwendbar sind, voranzutreiben.

### New Organ Alliance
Die Methusalem-Stiftung unterstützt finanziell die New Organ Alliance, eine Initiative, die darauf abzielt, das Bewusstsein der Öffentlichkeit anzuregen und die Forschung zu erleichtern, um den Mangel an Organspenden zu beheben.

### Kooperation mit der NASA
Die Methuselah Foundation ging mit der US-Weltraumbehörde NASA eine Partnerschaft ein, um Anreize für die Entwicklung revolutionärer Methoden zur Ernährung von Besatzungen von Weltraummissionen zu schaffen.
Im Rahmen der Partnerschaft wurde ein mit einer Million Dollar dotierter Wettbewerbspreis finanziert, bei dem diejenigen Teams belohnt wurden, die Prototypen von Nahrungsmittelproduktionstechnologien entworfen, gebaut und demonstriert haben, die greifbare Ernährungsprodukte liefern.
Im Jahr 2013 wurde die Vascular Tissue Challenge ins Leben gerufen, ein weiterer Wettbewerb zwischen der Methuselah Foundation und der NASA. Die Siegerteams der Challenge sind die ersten wissenschaftlichen Forschungsteams, denen es gelungen ist, im Labor dickes, funktionierendes menschliches Gewebe zu entwickeln und zu erhalten.